# Bonnie Bentley
Bonnie Elizabeth Bentley (* 19. Juni 1979 in Palestine, Texas) ist eine US-amerikanische Schauspielerin in Film und Fernsehen. Sie spielte Rollen in Filmen wie Robot & Frank – Zwei diebische Komplizen, Spieglein Spieglein – Die wirklich wahre Geschichte von Schneewittchen oder Alex Cross.

## Leben und Karriere
Bonnie Bentley begann ihre Darstellerlaufbahn als junge Schauspielerin mit Auftritten in zwei Episoden der Fernsehserie Heroes, bevor sie 2012 ihr Spielfilmdebüt in der Filmkomödie Melvin Smarty gab. Noch im selben Jahr besetzte sie der Regisseur Jake Schreier in seinem Film Robot & Frank – Zwei diebische Komplizen in der Rolle der Ava. Darüber hinaus spielte sie kleinere Rollen in Filmen wie Spieglein Spieglein – Die wirklich wahre Geschichte von Schneewittchen unter der Regie von Tarsem Singh, in dem Krimidrama Alex Cross von Rob Cohen oder in dem Actionfilm 2 Guns.
Bevor sie von New York nach Los Angeles zog, drehte sie Werbespots und tourte auf nationaler Ebene, in Japan und in Moskau mit dem Musical 42nd Street. Sie spielte in Grease auf der Europa-Tour und in Can Can im Pasadena Playhouse. Darüber hinaus sah man sie in mehreren anderen Musicals am Sacramento Music Circus.

## Filmografie (Auswahl)

### Kino
- 2009: Heroes (Fernsehserie, 2 Episoden)
- 2012: Melvin Smarty
- 2012: Robot & Frank – Zwei diebische Komplizen
- 2012: Spieglein Spieglein – Die wirklich wahre Geschichte von Schneewittchen (Mirror Mirror)
- 2012: Alex Cross
- 2013: 21 & Over
- 2013: Empire State – Die Straßen von New York (Empire State)
- 2013: Darkroom – Das Folterzimmer! (Darkroom)
- 2013: 2 Guns
- 2016: Veep – Die Vizepräsidentin (Fernsehserie, 5 Episoden)
- 2019: Always, It’s You (Kurzfilm)